# Салютная установка
Батарея салютов (Салютная установка) — вид пиротехнического изделия развлекательного характера. Предназначено для выпуска пиротехнических элементов в небо. Это очень популярное пиротехническое изделие как среди бытовых фейерверков 1-3 класса опасности, имеющихся в свободной продаже, так и среди мощных и дорогих профессиональных изделий 4-5 классов.

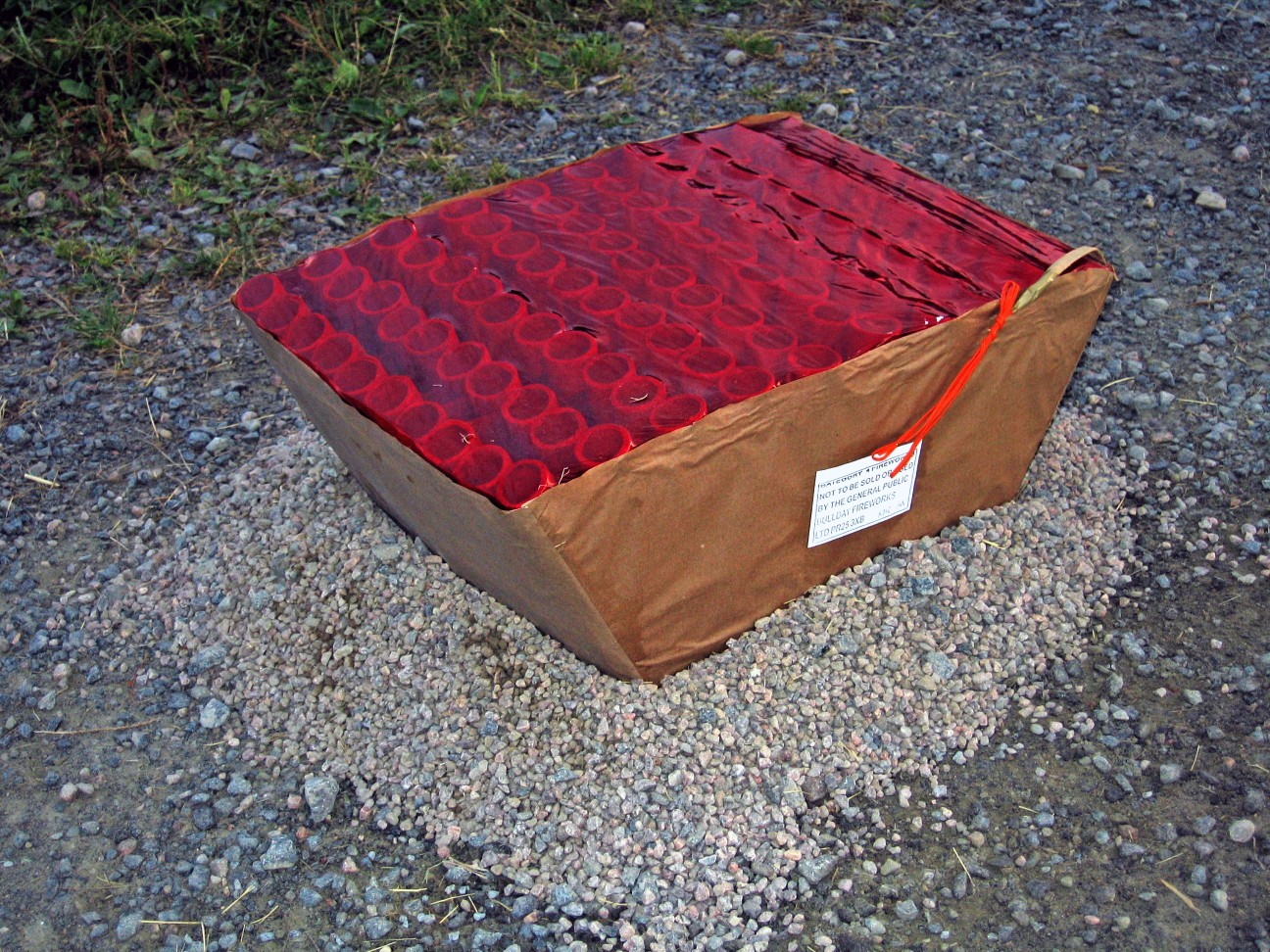
100-зарядная веерная батарея салютов.

## Устройство
Батарея салютов состоит из большого числа связанных между собой залповых устройств, которые срабатывают поочерёдно, выбрасывая попеременно в небо пироэлементы, которые взрываются, создавая фейерверк. Время работы устройства относительно невелико, составляет от 20 сек до нескольких минут, но производит очень сильный и мощный эффект. Вес мощных профессиональных установок обычно составляет несколько килограмм, а иногда — до 20-50 килограмм. Диаметр калибра одного заряда колеблется от нескольких миллиметров до нескольких сантиметров.

## Эффект
Высота взлёта выстрелов составляет от 15 до 50 метров, а выстрелы и разрывы могут сопровождаться звукошумовыми эффектами.
Для большей эффектности интенсивность выстрелов в одном и том же изделии может быть разной, например, в начале медленно, в конце быстрее, от спокойных до более насыщенных эффектов. Эффект разлетающихся в небе огней может быть подобен сфере, пальме, иве, пиону, хризантеме и т. п. В некоторых изделиях сочетаются разнообразные эффекты.

## Меры предосторожности
При запуске батарей салютов следует выбрать открытую площадку (радиус опасной зоны для батарей салютов не менее 20 метров), установить батарею на ровной твердой горизонтальной поверхности, с вытянутой руки поджечь конец фитиля и немедленно удалиться на безопасное расстояние — 25-30 метров.
Внимание: Если после поджога батарея не начала работать, или отстреляла не все заряды, то приближаться к ней можно не ранее чем через 15-20 минут. Такую следует замочить на двое суток в воде и утилизировать с бытовыми отходами.